# Akatisi
Akatisi är en rörelsestörning som kännetecknas av en stark känsla av rastlöshet, obehag, ångest, och oförmåga att sitta stilla. 
Diagnosen kopplas framför allt till biverkningar från antipsykotiska läkemedel. 
Drabbade kan skruva på sig, trampa fram och tillbaka och ha svårt att hålla ben och fötter stilla. Symtom inkluderar smärta, nervositet, oro, sömnlöshet och panikkänslor. Akatisi kan i allvarliga fall kopplas till aggression, våld och självmord.

## Orsak och diagnos
Biverkningar från neuroleptika är en ledande orsak till akatisi. Symtomen kan uppstå när patienter börjar använda neuroleptika, eller när dosen minskas eller ökas. Akatisi kan också vara ett utsättningssymtom för den som slutar ta neuroleptika.
Akatisi kan också kopplas till bland annat Parkinsons sjukdom, och till användande av andra läkemedel, inklusive antidepressiva läkemedel, antibiotika och reserpin.  
Vid akatisi har rastlösheten organiska orsaker. Har den psykiska orsaker kallas det psykomotorisk agitation.
Akatisi feldiagnostiseras ofta som Willis-Ekbom sjukdom (tidigare kallat ”restless legs”).

## Historia
Termen användes först av den tjeckiska neuropsykiatern Ladislav Haškovec, som beskrev fenomenet 1901. Ordet kommer från grekiska a-, "inte", och καθίζειν, kathízein, "att sitta". Med andra ord en "oförmåga att sitta".

## Kända fall
Jordan Peterson drabbades av akatisi efter att ha tagit klonazepam mellan 2016 och 2019. När han drog ned på medicinerna drabbades han av starka utsättningssymtom kopplade till bensodiazepinet, däribland akatisi. Peterson har beskrivit akatisi som konstant smärta under dygnets alla vakna timmar och “värre än döden”.
Stewart Dolin fick akatisi efter att ha tagit läkemedlet Paxil mot jobbrelaterad oro. Sex dagar efter att han började med läkemedlet tog han sitt liv. Stewarts änka Wendy Dolin stämde Glaxo Smith Kline, och i april 2017 dömdes företaget att betala 3 miljoner dollar i skadestånd till Dolin.